# A zsidók egyetemes története
A zsidók egyetemes története egy hat kötetben 1906 és 1908 között megjelent magyar nyelvű történeti mű, tulajdonképpen Heinrich Graetz Geschichte der Judenjának Szabolcsi Miksa által átdolgozott kiadása. A mű egyike az Osztrák–Magyar Monarchia alatt megjelent nagy terjedelmű, összefoglaló tudományos–ismeretterjesztő alkotásoknak.

## Leírás
A hat kötet kronológiai sorrendben dolgozza fel a zsidóság történetét a zsidó ősatyák korától az 1600-as évekig. A műre jellemző a zsidóságot kedvező színben feltüntetni kívánó szépirodalmi jelleg, amely olykor az objektivitás rovására megy – ugyanakkor a nagy történelmi, vallás- és művelődéstörténeti tárgyismeret is. Minden kötetet a tartalomjegyzék mellett névmutató egészít ki.
A magyar kiadás szerkesztői:
- Szabolcsi Miksa, szerkesztő
- Sebestyén Károly, a magyar vonatkozású részek szerkesztője

A magyar kiadás munkatársai:
- Acsády Ignác
- Adler Illés
- Bernstein Béla
- Edelstein Bertalan
- Enyedi Mátyás
- Frisch Ármin
- Gábor Andor
- Hevesi Simon
- Kiss Arnold
- Kelemen Adolf
- Klein Dezső
- Komáromi Sándor
- Mezei Sándor
- Neumann Ede
- Patai József
- Pollák Miksa
- Singer Bernát
- Venetianer Lajos
- Wellesz Gyula
- Weiszkopf Artúr

A könyvnek létezik elektronikus – PDF formátumú – elérhetősége az Unitas Egyházi Könyvtárak Közös Katalógusa és Információs Portálja című honlapon. Az alábbi táblázatban ezekre történik hivatkozás az elektronikus elérhetőségnél. Reprint kiadással nem rendelkezik.
- Hasonló címmel jelent meg Kecskeméti Árminnak egy kisebb, két kötetes összefoglalója a zsidóság történetérőlː A zsidók egyetemes története I–II. (Az Izraelita Magyar Irodalmi Társulat kiadványai  47–48), Budapest, 1927, 344+384 p.

## Kiállítása
A kötetek különböző kötésváltozatokkal jelent meg:
- két borítóval, azon vörös[1] vagy arany mezőben címmel, zöld szecessziós-indás gerincdísszel[2]
- zöld borítóval, azon 6 darab kis vörös négyzettel, középen cím arany dávid-csillagban, zöld szecessziós-indás gerincdísszel, felül kis vörös négyzettel, középen arany dávid-csillaggal[3]
- egyszerű barna borító, mélynyomott felirattal[4][5]

## Képtár
- Sorozatjelző címlap
- Tartalomjegyzék
- Fejezetdísz
- Fejezetzáró dísz

## Tartalomjegyzék
| Kötetszám  | Kötetcím | Felölelt időszak               | Fejezetszám                                            | Oldalszám | Kiadási év | Elektronikus elérés                                             |
| ---------- | --- | ------------------------------ | ------------------------------------------------------ | --------- | ---------- | --------------------------------------------------------------- |
| I. kötet   | Izrael népének története A kezdettől fogva a babyloniai fogságig                                                                                                 | Kr. e. 1500 körül – Kr. e. 572 | Bevezetés, I. könyvː 1–10. fej., II. könyvː 1–13. fej. | 599 o.    | 1906       | Archiválva 2016. március 4-i dátummal a Wayback Machine-ben     |
| II. kötet  | Izrael népének története A babyloniai fogságtól I. Agrippa a második judai állam utolsó királyának haláláig                                                      | Kr. e. 552 – Kr. u. 44         | I. könyvː 1–11. fej. 2. könyvː 1–12. fej.              | 632. o.   | 1907       | Archiválva 2016. március 4-i dátummal a Wayback Machine-ben     |
| III. kötet | Izrael népének története A második zsidó állam alkonyától Mohamed fellépéséig                                                                                    | 44 – 622                       | I. könyvː 1–5. fej II. könyvː 1–26. fej.               | 617 o.    | 1907       | Archiválva 2016. március 4-i dátummal a Wayback Machine-ben     |
| IV. kötet  | Izrael népének története Az islam keletkezésétől a Maimuni-korszak berekesztéséig                                                                                | 622 – 1230                     | I. könyvː 1–9. fej II. könyvː 1–13. fej.               | 608 o.    | 1908       | Archiválva 2016. szeptember 19-i dátummal a Wayback Machine-ben |
| V. kötet   | Izrael népének története Az általános üldözés századai. A kabala föltünésétől a spanyolországi számüzetésig                                                      | 1230 – 1492                    | I. könyvː 1–9. fej II. könyvː 1–15. fej.               | 623 o.    | 1908       | Archiválva 2016. március 5-i dátummal a Wayback Machine-ben     |
| VI. kötet  | Izrael népének története Uj vándorlások és letelepedések korszakaː a spanyol zsidók szétszórásától az Amsterdamban letelepedett maranus zsidók szentélyépítéséig | 1492 – 1675                    | I. könyvː 1–12. fej II. könyvː 1–8. fej.               | 644 o.    | 1908       | Archiválva 2016. szeptember 19-i dátummal a Wayback Machine-ben |